# تعلقه شهر حیدرآباد
تعلقه شهر حیدرآباد (به انگلیسی: Hyderabad City Taluka) یک تعلقه یا تحصیل در پاکستان است که در ایالت سند واقع شده‌است.